# Спутник (премия, 2016)
20-я церемония вручения наград премии «Спутник», присуждаемых Международной пресс-академией за заслуги в области кинематографа и телевидения за 2015 год состоялась 21 февраля 2016 года в отеле InterContinental (Лос-Анджелес, Калифорния). Номинанты были объявлены 1 декабря 2015 года.

## Список лауреатов и номинантов
• Победители выделены отдельным цветом. 

### Кинофильмы
Количество наград/номинаций:
- 1/9: «Марсианин»
- 3/1/7: «В центре внимания»
- 1/7: «Девушка из Дании»
- 0/7: «007: Спектр»
- 1/6: «Шпионский мост»
- 1/5: «Убийца» / «Выживший» / «Кэрол»
- 1/4: «Стив Джобс» / «Головоломка» / «Безумный Макс: Дорога ярости»
- 0/4: «Комната» / «Любовь и милосердие»
- 0/3: «Чёрная месса»
- 1/2: «Бруклин» / «Игра на понижение» / «Зона охоты» / «Убийца»
- 0/2: «Суфражистка» / «Макбет» / «Золушка» / «Садо» / «Мир юрского периода»
- 1/1: «Прогулка» / «Эми» / «Взгляд тишины» / «Сын Саула»

| Категории                                                           | Лауреаты и номинанты |
| ------------------------------------------------------------------- | --- |
| Лучший фильм                                                        | • В центре внимания / Spotlight |
| Лучший фильм                                                        | • Убийца / Sicario |
| Лучший фильм                                                        | • Комната / Room |
| Лучший фильм                                                        | • Выживший / The Revenant |
| Лучший фильм                                                        | • Марсианин / The Martian |
| Лучший фильм                                                        | • Кэрол / Carol |
| Лучший фильм                                                        | • Бруклин / Brooklyn |
| Лучший фильм                                                        | • Шпионский мост / Bridge of Spies |
| Лучший фильм                                                        | • Чёрная месса / Black Mass |
| Лучший фильм                                                        | • Игра на понижение / The Big Short |
| Лучшая режиссура                                                    | • Томас Маккарти — «В центре внимания» |
| Лучшая режиссура                                                    | • Том Хупер — «Девушка из Дании» |
| Лучшая режиссура                                                    | • Стивен Спилберг — «Шпионский мост» |
| Лучшая режиссура                                                    | • Ридли Скотт — «Марсианин» |
| Лучшая режиссура                                                    | • Ленни Абрахамсон — «Комната» |
| Лучшая режиссура                                                    | • Алехандро Гонсалес Иньярриту — «Выживший» |
| Лучший актёр                                                        | • Леонардо Ди Каприо — «Выживший» (за роль Хью Гласса)                                                                                         |
| Лучший актёр                                                        | • Уилл Смит — «Защитник» (за роль д-ра Беннета Омалу)                                                                                          |
| Лучший актёр                                                        | • Том Харди — «Легенда» (за роль Рональда Крэя / Реджинальда Крэя)                                                                             |
| Лучший актёр                                                        | • Майкл Фассбендер — «Стив Джобс» (за роль Стива Джобса)                                                                                       |
| Лучший актёр                                                        | • Мэтт Деймон — «Марсианин» (за роль Марка Уотни)                                                                                              |
| Лучший актёр                                                        | • Джонни Депп — «Чёрная месса» (за роль Джеймса «Уайти» Балджера)                                                                              |
| Лучший актёр                                                        | • Эдди Редмэйн — «Девушка из Дании» (за роль Эйнара Вегенера / Лили Эльбе)                                                                     |
| Лучшая актриса                                                      | • Сирша Ронан — «Бруклин» (за роль Эллис Лэйси)                                                                                                |
| Лучшая актриса                                                      | • Шарлотта Рэмплинг — «45 лет» (за роль Кейт Мерсер)                                                                                           |
| Лучшая актриса                                                      | • Кейт Бланшетт — «Кэрол» (за роль Кэрол Эйрд)                                                                                                 |
| Лучшая актриса                                                      | • Кэри Маллиган — «Суфражистка» (за роль Мод Уотс)                                                                                             |
| Лучшая актриса                                                      | • Бри Ларсон — «Комната» (за роль Джой «Ма» Ньюман)                                                                                            |
| Лучшая актриса                                                      | • Блайт Даннер — «Я увижу тебя в своих снах» (англ.) (за роль Кэрол Петерсен)                                                                  |
| Лучший актёр второго плана                                          | • Кристиан Бейл — «Игра на понижение» (за роль Майкла Барри)                                                                                   |
| Лучший актёр второго плана                                          | • Сильвестр Сталлоне — «Крид: Наследие Рокки» (за роль Рокки Бальбоа)                                                                          |
| Лучший актёр второго плана                                          | • Пол Дано — «Любовь и милосердие» (за роль Брайана Уилсона (в 1960-х годах))                                                                  |
| Лучший актёр второго плана                                          | • Майкл Китон — «В центре внимания» (за роль Уолтера «Робби» Робинсона)                                                                        |
| Лучший актёр второго плана                                          | • Марк Руффало — «В центре внимания» (за роль Майка Резендеса)                                                                                 |
| Лучший актёр второго плана                                          | • Бенисио Дель Торо — «Убийца» (за роль Алехандро)                                                                                             |
| Лучшая актриса второго плана                                        | • Алисия Викандер — «Девушка из Дании» (за роль Герды Вегенер)                                                                                 |
| Лучшая актриса второго плана                                        | • Рэйчел Макадамс — «В центре внимания» (за роль Саши Пфайффер)                                                                                |
| Лучшая актриса второго плана                                        | • Руни Мара — «Кэрол» (за роль Терезы Беливет)                                                                                                 |
| Лучшая актриса второго плана                                        | • Кейт Уинслет — «Стив Джобс» (за роль Джоанны Хоффман)                                                                                        |
| Лучшая актриса второго плана                                        | • Джейн Фонда — «Молодость» (за роль Бренды Морель)                                                                                            |
| Лучшая актриса второго плана                                        | • Элизабет Бэнкс — «Любовь и милосердие» (за роль Мелинды Ледбеттер)                                                                           |
| Лучший актёрский ансамбль (Best Ensemble, Motion Picture)           | • актёрский ансамбль фильма «В центре внимания»                                                                                                |
| Лучший оригинальный сценарий                                        | |
| • Джош Сингер, Томас Маккарти — «В центре внимания»                 | |
| • Майкл А. Лернер, Орен Моверман — «Любовь и милосердие»            | |
| • Джош Кули, Мэг ЛеФов, Пит Доктер — «Головоломка»                  | |
| • Андреа Берлофф, Джонатан Херман — «Голос улиц»                    | |
| • Итан Коэн, Джоэл Коэн, Мэтт Чарман — «Шпионский мост»             | |
| • Эби Морган — «Суфражистка»                                        | |
| Лучший адаптированный сценарий                                      | • Аарон Соркин — «Стив Джобс» |
| Лучший адаптированный сценарий                                      | • Джез Баттеруорт, Марк Маллоук — «Чёрная месса»                                                                                               |
| Лучший адаптированный сценарий                                      | • Люсинда Коксон — «Девушка из Дании» |
| Лучший адаптированный сценарий                                      | • Эмма Донохью — «Комната» |
| Лучший адаптированный сценарий                                      | • Дрю Годдард — «Марсианин» |
| Лучший адаптированный сценарий                                      | • Алехандро Гонсалес Иньярриту, Марк Л. Смит — «Выживший»                                                                                      |
| Лучшая музыка к фильму                                              | • Картер Бёруэлл — «Кэрол» |
| Лучшая музыка к фильму                                              | • Томас Ньюман — «007: Спектр» |
| Лучшая музыка к фильму                                              | • Майкл Джаккино — «Головоломка» |
| Лучшая музыка к фильму                                              | • Говард Шор — «В центре внимания» |
| Лучшая музыка к фильму                                              | • Гарри Грегсон-Уильямс — «Марсианин» |
| Лучшая музыка к фильму                                              | • Александр Деспла — «Девушка из Дании» |
| Лучшая песня                                                        | • Til It Happens to You — «Зона охоты» (англ.)                                                                                                 |
| Лучшая песня                                                        | • Writing’s on the Wall — «007: Спектр» |
| Лучшая песня                                                        | • See You Again — «Форсаж 7» |
| Лучшая песня                                                        | • One Kind of Love — «Любовь и милосердие» |
| Лучшая песня                                                        | • Love Me Like You Do — «Пятьдесят оттенков серого»                                                                                            |
| Лучшая песня                                                        | • Cold One — «Рики и Флэш» |
| Лучший монтаж                                                       | • Джо Уокер — «Убийца» |
| Лучший монтаж                                                       | • Пьетро Скалия — «Марсианин» |
| Лучший монтаж                                                       | • Майкл Кан — «Шпионский мост» |
| Лучший монтаж                                                       | • Ли Смит — «007: Спектр» |
| Лучший монтаж                                                       | • Эллиот Грэхэм — «Стив Джобс» |
| Лучший монтаж                                                       | • Аффонсо Гонсалвес — «Кэрол» |
| Лучшая операторская работа                                          | • Джон Сил — «Безумный Макс: Дорога ярости» |
| Лучшая операторская работа                                          | • Януш Каминский — «Шпионский мост» |
| Лучшая операторская работа                                          | • Роджер Дикинс — «Убийца» |
| Лучшая операторская работа                                          | • Хойте Ван Хойтема — «007: Спектр» |
| Лучшая операторская работа                                          | • Дариуш Вольский — «Марсианин» |
| Лучшая операторская работа                                          | • Эммануэль Любецки — «Выживший» |
| Лучшая работа художника (Art Direction and Production Design)       | • Адам Штокхаузен — «Шпионский мост» |
| Лучшая работа художника (Art Direction and Production Design)       | • Фиона Кромби — «Макбет» |
| Лучшая работа художника (Art Direction and Production Design)       | • Ив Стюарт — «Девушка из Дании» |
| Лучшая работа художника (Art Direction and Production Design)       | • Деннис Гасснер — «007: Спектр» |
| Лучшая работа художника (Art Direction and Production Design)       | • Данте Ферретти — «Золушка» |
| Лучшая работа художника (Art Direction and Production Design)       | • Колин Гибсон — «Безумный Макс: Дорога ярости»                                                                                                |
| Лучший дизайн костюмов                                              | • Вэн-Ин Хуан — «Убийца» (кит.) |
| Лучший дизайн костюмов                                              | • Хьюн Сеоб Шим — «Садо» |
| Лучший дизайн костюмов                                              | • Сэнди Пауэлл — «Золушка» |
| Лучший дизайн костюмов                                              | • Пако Дельгадо — «Девушка из Дании» |
| Лучший дизайн костюмов                                              | • Джанет Паттерсон — «Вдали от обезумевшей толпы»                                                                                              |
| Лучший дизайн костюмов                                              | • Жаклин Дюрран — «Макбет» |
| Лучший звук (монтаж и микс) Sound (Editing and Mixing)              | • Мак Рут, Марк Тейлор, Оливер Тарни, Пол Мэсси — «Марсианин»                                                                                  |
| Лучший звук (монтаж и микс) Sound (Editing and Mixing)              | • Грегг Рудлофф, Карен Бейкер Лэндерс, Пер Холлберг, Скотт Миллан, Стюарт Уилсон — «007: Спектр»                                               |
| Лучший звук (монтаж и микс) Sound (Editing and Mixing)              | • Алан Роберт Мюррей, Джон Рейтц, Том Озанич, Уильям Сарокин — «Убийца»                                                                        |
| Лучший звук (монтаж и микс) Sound (Editing and Mixing)              | • Док Кейн, Майкл Семаник, Рен Клайс, Шэннон Миллс, Том Джонсон — «Головоломка»                                                                |
| Лучший звук (монтаж и микс) Sound (Editing and Mixing)              | • Бен Осмо, Крис Дженкинс, Дэвид Уайт, Грегг Рудлофф, Марк Манджини, Скотт Хекер — «Безумный Макс: Дорога ярости»                              |
| Лучший звук (монтаж и микс) Sound (Editing and Mixing)              | • Эл Нельсон, Кристофер Бойс, Гвендолин Йетс Уиттл, Кирк Фрэнсис, Пит Хорнер — «Мир юрского периода»                                           |
| Лучшие визуальные эффекты                                           | • Джим Гиббс, Кевин Бейлли, Себастьен Моро, Виктор Мюллер — «Прогулка»                                                                         |
| Лучшие визуальные эффекты                                           | • Стив Корбоулд, Стив Бегг — «007: Спектр» |
| Лучшие визуальные эффекты                                           | • Андерс Ленглендс, Крис Лоуренс, Ричард Стаммерс, Стивен Уорнер — «Марсианин»                                                                 |
| Лучшие визуальные эффекты                                           | • Эндрю Джексон, Энди Уильямс, Дэн Оливер, Том Вуд — «Безумный Макс: Дорога ярости»                                                            |
| Лучшие визуальные эффекты                                           | • Глен Макинтош, Майкл Мейнардус, Тим Александр, Тони Плетт — «Мир юрского периода»                                                            |
| Лучшие визуальные эффекты                                           | • Арне Каупанг, Дади Эйнарссон, Ричард Ван Ден Берг, Стефан Андерссон — «Эверест»                                                              |
| Лучший документальный фильм                                         | • Эми / Amy |
| Лучший документальный фильм                                         | • Взгляд тишины / The Look of Silence |
| Лучший документальный фильм                                         | • Куда бы ещё вторгнуться / Where to Invade Next                                                                                               |
| Лучший документальный фильм                                         | • Зона охоты / The Hunting Ground |
| Лучший документальный фильм                                         | • Он назвал меня Малала / He Named Me Malala                                                                                                   |
| Лучший документальный фильм                                         | • Наваждение / Going Clear: Scientology and the Prison of Belief                                                                               |
| Лучший документальный фильм                                         | • Пьяный, обкуренный, превосходный, мёртвый: История журнала National Lampoon / Drunk Stoned Brilliant Dead: The Story of the National Lampoon |
| Лучший документальный фильм                                         | • Земля картелей / Cartel Land |
| Лучший документальный фильм                                         | • Лучшие враги / Best of Enemies |
| Лучший документальный фильм                                         | • Becoming Bulletproof |
| Лучший анимационный фильм (Motion Picture, Animated or Mixed Media) | • Головоломка / Inside Out |
| Лучший анимационный фильм (Motion Picture, Animated or Mixed Media) | • Пророк / The Prophet |
| Лучший анимационный фильм (Motion Picture, Animated or Mixed Media) | • Снупи и мелочь пузатая в кино / The Peanuts Movie                                                                                            |
| Лучший анимационный фильм (Motion Picture, Animated or Mixed Media) | • Хороший динозавр / The Good Dinosaur |
| Лучший анимационный фильм (Motion Picture, Animated or Mixed Media) | • Барашек Шон / Shaun the Sheep Movie |
| Лучший анимационный фильм (Motion Picture, Animated or Mixed Media) | • Аномализа / Anomalisa |
| Лучший фильм на иностранном языке                                   | • Сын Саула / Saul fia (Венгрия) |
| Лучший фильм на иностранном языке                                   | • Садо / 사도 (Южная Корея) |
| Лучший фильм на иностранном языке                                   | • Во сколько она вернётся? / Que Horas Ela Volta? (Бразилия)                                                                                   |
| Лучший фильм на иностранном языке                                   | • Зенит / Zvizdan (Хорватия) |
| Лучший фильм на иностранном языке                                   | • Новейший завет / Le Tout Nouveau Testament (Бельгия)                                                                                         |
| Лучший фильм на иностранном языке                                   | • Убийца / 聶隱娘 (Nie yin niang) (Тайвань) |
| Лучший фильм на иностранном языке                                   | • Мустанг / Mustang (Франция) |
| Лучший фильм на иностранном языке                                   | • В лабиринте молчания / Im Labyrinth des Schweigens (Германия)                                                                                |
| Лучший фильм на иностранном языке                                   | • Я вижу, я вижу / Спокойной ночи, мамочка / Ich seh, Ich seh (Австрия)                                                                        |
| Лучший фильм на иностранном языке                                   | • Голубь сидел на ветке, размышляя о жизни / En duva satt på en gren och funderade på tillvaron (Швеция)                                       |

### Телевизионные категории
Количество наград/номинаций:
- 0/1/5: «Американское преступление»
- 2/4: «Лучше звоните Солу»
- 1/4: «Волчий зал»
- 0/4: «Бесси»
- 1/3: «Мистер Робот»
- 0/3: «Родословная» / «Покажите мне героя»
- 2/2: «Плоть и кости»
- 1/2: «Кремниевая долина» / «Стокгольм, Пенсильвания»
- 0/2: «Рэй Донован» / «Фарго» / «Вице-президент» / «Девственница Джейн» / «Книга негров» / «Соловей» / «Тёмное дитя» / «Страшные сказки» / «Игра престолов» / «Американская история ужасов: Отель»
- 1/1: «Любовники» / «Родина» / «Очевидное» / «Оранжевый — хит сезона»

| Категории                                                               | Лауреаты и номинанты                                                                  |
| ----------------------------------------------------------------------- | ------------------------------------------------------------------------------------- |
| Лучший телевизионный сериал (драма)                                     | • Лучше звоните Солу / Better Call Saul                                               |
| Лучший телевизионный сериал (драма)                                     | • Рэй Донован / Ray Donovan                                                           |
| Лучший телевизионный сериал (драма)                                     | • Нарко / Narcos                                                                      |
| Лучший телевизионный сериал (драма)                                     | • Мистер Робот / Mr. Robot                                                            |
| Лучший телевизионный сериал (драма)                                     | • Фарго / Fargo                                                                       |
| Лучший телевизионный сериал (драма)                                     | • Германия-83 / Deutschland 83                                                        |
| Лучший телевизионный сериал (драма)                                     | • Родословная / Bloodline                                                             |
| Лучший телевизионный сериал (драма)                                     | • Американское преступление / American Crime                                          |
| Лучший телевизионный сериал (комедия или мюзикл)                        | • Кремниевая долина / Silicon Valley                                                  |
| Лучший телевизионный сериал (комедия или мюзикл)                        | • Вице-президент / Veep                                                               |
| Лучший телевизионный сериал (комедия или мюзикл)                        | • Несгибаемая Кимми Шмидт / Unbreakable Kimmy Schmidt                                 |
| Лучший телевизионный сериал (комедия или мюзикл)                        | • Трофеи перед смертью / The Spoils Before Dying                                      |
| Лучший телевизионный сериал (комедия или мюзикл)                        | • Секс, наркотики и рок-н-ролл / Sex&Drugs&Rock&Roll                                  |
| Лучший телевизионный сериал (комедия или мюзикл)                        | • Девственница Джейн / Jane the Virgin                                                |
| Лучший телевизионный сериал (комедия или мюзикл)                        | • Бруклин 9-9 / Brooklyn Nine-Nine                                                    |
| Лучший мини-сериал                                                      | • Плоть и кости / Flesh and Bone                                                      |
| Лучший мини-сериал                                                      | • Волчий зал / Wolf Hall                                                              |
| Лучший мини-сериал                                                      | • Святые и чужие / Saints & Strangers                                                 |
| Лучший мини-сериал                                                      | • Покажите мне героя / Show Me a Hero                                                 |
| Лучший мини-сериал                                                      | • Книга негров / The Book of Negroes                                                  |
| Лучший телефильм                                                        | • Стокгольм, Пенсильвания / Stockholm, Pennsylvania                                   |
| Лучший телефильм                                                        | • Убийство Иисуса / Killing Jesus                                                     |
| Лучший телефильм                                                        | • Соловей / Nightingale                                                               |
| Лучший телефильм                                                        | • Бесси / Bessie                                                                      |
| Лучший жанровый сериал (Best Genre Series)                              | • Ходячие мертвецы / The Walking Dead                                                 |
| Лучший жанровый сериал (Best Genre Series)                              | • В пустыне смерти / Into the Badlands                                                |
| Лучший жанровый сериал (Best Genre Series)                              | • Тёмное дитя / Orphan Black                                                          |
| Лучший жанровый сериал (Best Genre Series)                              | • Страшные сказки / Penny Dreadful                                                    |
| Лучший жанровый сериал (Best Genre Series)                              | • Оставленные / The Leftovers                                                         |
| Лучший жанровый сериал (Best Genre Series)                              | • Джонатан Стрендж и мистер Норрелл / Jonathan Strange & Mr. Norrell                  |
| Лучший жанровый сериал (Best Genre Series)                              | • Люди / Humans                                                                       |
| Лучший жанровый сериал (Best Genre Series)                              | • Игра престолов / Game Of Thrones                                                    |
| Лучший жанровый сериал (Best Genre Series)                              | • Американская история ужасов: Отель / American Horror Story: Hotel                   |
| Лучший актёр в драматическом или жанровом телесериале                   | • Доминик Уэст — «Любовники» (за роль Ноя Соллоуэя)                                   |
| Лучший актёр в драматическом или жанровом телесериале                   | • Тимоти Хаттон — «Американское преступление» (за роль Расса Скоки)                   |
| Лучший актёр в драматическом или жанровом телесериале                   | • Рами Малек — «Мистер Робот» (за роль Эллиота Алдерсона)                             |
| Лучший актёр в драматическом или жанровом телесериале                   | • Лев Шрайбер — «Рэй Донован» (за роль Рэймонда «Рэя» Донована)                       |
| Лучший актёр в драматическом или жанровом телесериале                   | • Кайл Чендлер — «Родословная» (за роль Джона Рейбёрна)                               |
| Лучший актёр в драматическом или жанровом телесериале                   | • Боб Оденкёрк — «Лучше звоните Солу» (за роль Сола Гудмана / Джимми Макгилла)        |
| Лучшая актриса в драматическом телесериале                              | • Клэр Дэйнс — «Родина» (за роль Кэрри Мэтисон)                                       |
| Лучшая актриса в драматическом телесериале                              | • Леди Гага — «Американская история ужасов: Отель» (за роль графини Элизабет Джонсон) |
| Лучшая актриса в драматическом телесериале                              | • Татьяна Маслани — «Тёмное дитя» (за роль Сары Мэннинг и её клонов)                  |
| Лучшая актриса в драматическом телесериале                              | • Тараджи П. Хенсон — «Империя» (за роль Куки Лайон)                                  |
| Лучшая актриса в драматическом телесериале                              | • Робин Райт — «Карточный домик» (за роль Клэр Андервуд)                              |
| Лучшая актриса в драматическом телесериале                              | • Кирстен Данст — «Фарго» (за роль Пегги Бломквист)                                   |
| Лучшая актриса в драматическом телесериале                              | • Фелисити Хаффман — «Американское преступление» (за роль Барб Хэнлон)                |
| Лучший актёр в телесериале (комедия или мюзикл)                         | • Джеффри Тэмбор — «Очевидное» (за роль Морта/Мауры Пфефферман(а))                    |
| Лучший актёр в телесериале (комедия или мюзикл)                         | • Уилл Форте — «Последний человек на Земле» (за роль Фила Миллера)                    |
| Лучший актёр в телесериале (комедия или мюзикл)                         | • Томас Миддлдитч — «Кремниевая долина» (за роль Ричарда Хендрикса)                   |
| Лучший актёр в телесериале (комедия или мюзикл)                         | • Луи Си Кей — «Луи» (за роль Луи)                                                    |
| Лучший актёр в телесериале (комедия или мюзикл)                         | • Колин Хэнкс — «Жизнь в деталях» (за роль Грега Шорта)                               |
| Лучший актёр в телесериале (комедия или мюзикл)                         | • Крис Мессина — «Проект Минди» (за роль д-ра Денни Кастеллано)                       |
| Лучшая актриса в телесериале (комедия или мюзикл)                       | • Тейлор Шиллинг — «Оранжевый — хит сезона» (за роль Пайпер Чепман)                   |
| Лучшая актриса в телесериале (комедия или мюзикл)                       | • Лили Томлин — «Грейс и Фрэнки» (за роль Фрэнки Бергстин)                            |
| Лучшая актриса в телесериале (комедия или мюзикл)                       | • Джулия Луи-Дрейфус — «Вице-президент» (за роль Селины Майер)                        |
| Лучшая актриса в телесериале (комедия или мюзикл)                       | • Джейми Ли Кёртис — «Королевы крика» (за роль Дин Кэти Манш)                         |
| Лучшая актриса в телесериале (комедия или мюзикл)                       | • Джина Родригес — «Девственница Джейн» (за роль Джейн Виллануэвы)                    |
| Лучшая актриса в телесериале (комедия или мюзикл)                       | • Эми Полер — «Парки и зоны отдыха» (за роль Лесли Ноуп)                              |
| Лучший актёр в мини-сериале или телефильме                              | • Марк Райлэнс — «Волчий зал» (за роль Томаса Кромвеля)                               |
| Лучший актёр в мини-сериале или телефильме                              | • Бен Мендельсон — «Родословная» (за роль Денни Рейбёрна)                             |
| Лучший актёр в мини-сериале или телефильме                              | • Оскар Айзек — «Покажите мне героя» (за роль Ника Васиско)                           |
| Лучший актёр в мини-сериале или телефильме                              | • Майкл Гэмбон — «Случайная вакансия» (за роль Говарда Моллисона)                     |
| Лучший актёр в мини-сериале или телефильме                              | • Мартин Клунз — «Артур и Джордж» (англ.) (за роль Артура Конан Дойля)                |
| Лучший актёр в мини-сериале или телефильме                              | • Дэвид Ойелоуо — «Соловей» (за роль Питера Сноудена)                                 |
| Лучший актёр в мини-сериале или телефильме                              | • Дэмиэн Льюис — «Волчий зал» (за роль Генриха VIII)                                  |
| Лучшая актриса в мини-сериале или телефильме                            | • Сара Хэй — «Плоть и кости» (за роль Клэр Роббинс)                                   |
| Лучшая актриса в мини-сериале или телефильме                            | • Саманта Бонд — «Домашние очаги» (англ.) (за роль Фрэнсис Барден)                    |
| Лучшая актриса в мини-сериале или телефильме                            | • Куин Латифа — «Бесси» (за роль Бесси Смит)                                          |
| Лучшая актриса в мини-сериале или телефильме                            | • Синтия Никсон — «Стокгольм, Пенсильвания» (за роль Марси Даргон)                    |
| Лучшая актриса в мини-сериале или телефильме                            | • Клэр Фой — «Волчий зал» (за роль Анны Болейн)                                       |
| Лучшая актриса в мини-сериале или телефильме                            | • Онжаню Эллис — «Книга негров» (за роль Аминаты Диалло)                              |
| Лучший актёр второго плана в телесериале, мини-сериале или телефильме   | • Кристиан Слейтер — «Мистер Робот» (за роль мистера Робота)                          |
| Лучший актёр второго плана в телесериале, мини-сериале или телефильме   | • Питер Динклэйдж — «Игра престолов» (за роль Тириона Ланнистера)                     |
| Лучший актёр второго плана в телесериале, мини-сериале или телефильме   | • Майкл Кеннет Уильямс — «Бесси» (за роль Джека Джи)                                  |
| Лучший актёр второго плана в телесериале, мини-сериале или телефильме   | • Джонатан Бэнкс — «Лучше звоните Солу» (за роль Майка Эрмантраута)                   |
| Лучший актёр второго плана в телесериале, мини-сериале или телефильме   | • Элвис Ноласко — «Американское преступление» (за роль Картера Никса)                 |
| Лучшая актриса второго плана в телесериале, мини-сериале или телефильме | • Риа Сихорн — «Лучше звоните Солу» (за роль Ким Векслер)                             |
| Лучшая актриса второго плана в телесериале, мини-сериале или телефильме | • Реджина Кинг — «Американское преступление» (за роль Алии Шейдид)                    |
| Лучшая актриса второго плана в телесериале, мини-сериале или телефильме | • Мо’Ник — «Бесси» (за роль Ма Рейни)                                                 |
| Лучшая актриса второго плана в телесериале, мини-сериале или телефильме | • Джули Уолтерс — «Индийское лето» (англ.) (за роль Синтии Коффин)                    |
| Лучшая актриса второго плана в телесериале, мини-сериале или телефильме | • Хелен Маккрори — «Страшные сказки» (за роль Эвелин Пул / мадам Кали)                |
| Лучшая актриса второго плана в телесериале, мини-сериале или телефильме | • Кэтрин Кинер — «Покажите мне героя» (за роль Мэри Дорман)                           |
| Лучший актёрский состав в телесериале                                   | • актёрский ансамбль сериала «Американское преступление»                              |

### New Media
| Категории                         | Лауреаты и номинанты                                    |
| --------------------------------- | ------------------------------------------------------- |
| Outstanding Action/Adventure Game | • Rise of the Tomb Raider                               |
| Outstanding Action/Adventure Game | • The Room Three                                        |
| Outstanding Action/Adventure Game | • Ведьмак 3: Дикая Охота / Wiedźmin 3: Dziki Gon        |
| Outstanding Action/Adventure Game | • Call of Duty: Black Ops III                           |
| Outstanding Action/Adventure Game | • Fallout 4                                             |
| Outstanding Action/Adventure Game | • Halo 5: Guardians                                     |
| Outstanding Action/Adventure Game | • Star Wars: Battlefront                                |
| Outstanding Blu-Ray               | • Аббатство Даунтон: 6-й сезон / Downton Abbey Season 6 |
| Outstanding Blu-Ray               | • Головоломка / Inside Out                              |
| Outstanding Blu-Ray               | • Masterpiece: Worricker: The Complete Series           |
| Outstanding Blu-Ray               | • Аббатство Даунтон: 5-й сезон / Downton Abbey Season 5 |

### Специальные награды
| Награда                                          | Лауреаты                                             |
| ------------------------------------------------ | ---------------------------------------------------- |
| Награда имени Мэри Пикфорд (Mary Pickford Award) | • Луиза Флетчер                                      |
| Награда имени Николы Теслы (Nikola Tesla Award)  | • Роберт Резерфорд и Джонатан Миллер (Hive Lighting) |
| Auteur Award                                     | • Роберт М. Янг (англ.)                              |
| Humanitarian Award                               | • Спайк Ли                                           |